# Makaira czarna
Makaira czarna, marlin czarny, marlin pacyficzny (Istiompax indica) – gatunek ryby z rodziny żaglicowatych (Istiophoridae), występujący w tropikalnych rejonach Oceanu Indyjskiego i Spokojnego. Jest najszybszą rybą świata, mogącą pływać do 129 km/h. Marlin ten jest też największym gatunkiem z rodziny żaglicowatych, dorastając do ponad 4,5 metra.

## Morfologia
Marliny czarne dorastają do długości 4,5 m i wagi 750 kg. Charakteryzują się sztywnymi płetwami piersiowymi i czarną barwą grzbietu.

## Odżywianie
Marliny jedzą głównie ryby takie jak tuńczyki, makrele, włóczniki oraz głowonogi. Czasami zjadają również młode delfiny.